# Bedizzole
Bedizzole (lombardul: Bedesöle) település Olaszországban, Lombardia régióban, Brescia megyében. Lakosainak száma 12 206 fő (2023. január 1.). Bedizzole Calcinato, Calvagese della Riviera, Lonato del Garda, Mazzano, Nuvolento, Nuvolera és Prevalle községekkel határos.

## Népesség
A település népessége az elmúlt években az alábbi módon változott:
| Lakosok száma | 12 337 | 12 299 | 12 206 |
|               | 2017   | 2018   | 2023   |